# محمدعلی رحمانی
محمدعلی رحمانی (متولد ۵ فروردین ۱۳۳۲)، روحانی شیعه سیاستمدار ایرانی وی از شاگردان روح‌الله خمینی می‌باشد که در زمان تبعید روح‌الله خمینی به عراق از همراهان و ملازمان او بود وی در دوران پهلوی تحت تعقیب ساواک قرار داشت. او پس از پیروزی انقلاب اسلامی ایران از اعضای دفتر خمینی بوده و در دوران جنگ هشت ساله ایران و عراق فرماندهی بسیج مستضعفین و مسئولیت ستاد جذب و هدایت کمکهای مردمی به جبهه‌ها را بعهده داشت.
رحمانی پس از پایان جنگ هشت ساله ایران و عراق در سال ۱۳۷۰ با تشکیل نیروی جدیدالتاسیس انتظامی به نمایندگی رهبر ایران و ریاست سازمان عقیدتی سیاسی نیروی انتظامی منصوب شد و تا سال ۱۳۸۷ این مسئولیت را به عهده داشت. وی همچنین از اعضای مؤسس مجمع روحانیون مبارز و عضو ارشد شورای مرکزی می باشد .

## زندگی شخصی
محمد علی رحمانی، متولد سال ۱۳۳۲ در شهرستان قوچان در استان خراسان است. رحمانی، تحصیل کرده حوزه و استاد دانشگاه است. او در خانواده‌ای مبارز و مذهبی از کسبه سرشناس قوچان پرورش یافت و پس از پایان تحصیلات مقدماتی وارد حوزه علمیه مشهد شد و از آنجا برای تکمیل تحصیلات به حوزه نجف اشرف وارد شد.

## زندگی سیاسی
در دوران پهلوی پس از تبعید روح‌الله خمینی به ترکیه در ۱۳ آبان ۱۳۴۳ هواداران و کسبه مؤثر وی را در اقصی نقاط کشور مجبور به تبعید نمود از جمله خانواده‌اش نیز مجبور به ترک قوچان و تبعید به شهرستان گنبدکاووس شدند به همین علت وی نیز مجبور به مهاجرت از ایران و ادامه تحصیل در حوزه علمیه نجف شد و به حوزه مبارزان خارج از کشور در حوزه علمیه نجف پیوست.
محمدعلی رحمانی از سال ۱۳۴۴ شمسی پس از عزیمت به حوزه علمیه نجف ضمن فراگیری علوم اسلامی (فلسفه و تفسیر و فقه و اصول و …) از محضر مراجع بزرگ شیعه همچون سید ابوالقاسم خویی، میرزا باقر زنجانی، محمد صادقی تهرانی، رضوانی، رمضانعلی قوچانی و مصطفوی بهره گرفت. وی به‌عنوان یکی از شاگردان و پیروان و همراهان روح‌الله خمینی نقشی فعال در پیروزی انقلاب ایران داشت.
او در سال‌های پیش از پیروزی انقلاب از مبارزان فعال و همراه با سید مصطفی خمینی، سیداحمد خمینی و محمد منتظری بود که تا پیروزی انقلاب تحت تعقیب ساواک قرار داشت و بارها دستگیر شد. وی همزمان با پیروزی انقلاب اسلامی عضو دفتر خمینی شد. او همچنین مدتی به عنوان نماینده سید روح‌الله خمینی در شهرستان قوچان و پس از آنان به فرماندهی بسیج مستضعفین در دوران جنگ هشت ساله ایران و عراق (۱۳۷۰–۱۳۶۲) و مسئول ستاد جذب و هدایت کمکهای مردمی به جبهه‌ها (۱۳۶۸–۱۳۶۴) منصوب شد و پس از پایان جنگ در سال ۱۳۷۰ ضمن ادغام نیروی‌های شهربانی و ژاندارمری و کمیته انقلاب اسلامی به نمایندگی رهبر ایران و ریاست سازمان عقیدتی سیاسی نیروی انتظامی جدیدالتاسیس منصوب شدند وی تا سال ۱۳۸۷ در نیروی انتظامی بود. او در حال حاضر مأمور به دفتر رهبری انقلاب اسلامی می‌باشد.
او از اعضای مؤسس مجمع روحانیون مبارز به همراه مهدی کروبی، محمد موسوی خوئینی‌ها و علی اکبر محتشمی پور و صادق خلخالی و صانعی و … می‌باشد و عضو ارشد شورای مرکزی این تشکل سیاسی می‌باشد از دیگر فعالیت‌های وی می‌توان به فرماندهی قرارگاه خاتم و تأسیس بسیج مجلس اعلای انقلاب اسلامی عراق نام برد.

## انجام سنگسار
بر پایهٔ برخی از منابع، محمد علی رحمانی، در گذشته، یکی از انجام دهندگان عمل سنگسار بود.البته شخصا هرگونه حضور در چنین مراسمی را تکذیب نموده و سند معتبری در اینمورد ارائه نشده و با توجه به اینکه ایشان هرگز سمت قضائی نداشته ، به نظر می رسد با شخص دیگری اشتباه گرفته شده باشد .

## مصاحبه با مطبوعات و خبرگزاری‌ها
- مصاحبه با سایت روحانیون مبارز به‌مناسبت هفته بسیج (آذر ۱۳۸۸ )
- مصاحبه با ایسنا به‌مناسبت آغاز سال نو و اصلاح الگوی مصرف (۱۳۸۸)[پیوند مرده]
- مصاحبه با سایت جماران به‌مناسبت هفته دفاع مقدس (۱۳۸۸)
- مصاحبه با ایرنا در سالگرد ارتحال حجت‌الاسلام سیداحمد خمینی (اسفند ۱۳۸۷)
- مصاحبه با روزنامه رسالت در مورد انتخابات مجلس ( ۱۳۸۶)
- مصاحبه با روزنامه اعتماد در مورد ایستادگی حزب‌الله لبنان (۱۳۸۵)
- مصاحبه اختصاصی با سایت جماران در مورد سرنوشت فرمان امام خمینی برای بسیج نیروهای جریکی ( آذر 1396)
- سخنرانی در مرقد امام به‌مناسبت سالگرد ارتحال حاج احمد آقا (۱۴۰۰)